# 신 희극지왕
신 희극지왕(新喜剧之王, The New King of Comedy)은 홍콩에서 제작된 주성치 감독의 2019년 코미디 영화이다. 왕바오창 등이 주연으로 출연하였다.

## 출연

### 주연
- 왕바오창
- 악정문